# القبض على شورتي
القبض على شورتي فيلم لعام 1995 من إخراج باري سونينفيلد
تشيلي بالمر، صاحب مكتب رهن في ميامي ومولع بالأفلام. كُلّف تشيلي من قِبل رئيسه الجديد، راي (الذي لا يتفق معه)، والذي تولى إدارة أعمال مومو، بتحصيل الدين من ليو ديفو، أحد مقترضيه، الذي توفي في حادث تحطم طائرة. لكن عندما استجوب تشيلي فاي، الأرملة، اكتشف أن ليو لم يكن على متن الطائرة. حصلت فاي على تعويض عن وفاة صديقها العرضية، الذي كان يقامر في لاس فيغاس.
يذهب تشيلي إلى لاس فيغاس للبحث عن ليو، ويقوده البحث في النهاية إلى لوس أنجلوس. كُلِّف من قِبَل صاحب كازينو بتحصيل 150 ألف دولار مستحقة لمنتج أفلام الدرجة الثانية هاري زيم. عند وصوله إلى لوس أنجلوس، اقتحم منزل هاري زيم للمطالبة بما عليه، لكنه سرعان ما أصبح صديقًا له وروى له قصته.
اتفق تشيلي وهاري على إنتاج فيلم عن هذه القصة. عثر تشيلي على ليو وجمع المال والمكاسب التي حققها في لاس فيغاس.